# Persone di nome Joseph/Attori
| Questa pagina contiene informazioni ricavate automaticamente dalle voci biografiche con l'ausilio del template Bio e di un bot. L'aggiornamento è periodico e automatico e ricostruisce completamente la pagina. Se manca una persona in questa lista, sei pregato di non aggiungerla, ma accertati piuttosto che la sua voce biografica contenga il template Bio e che i dati anagrafici siano correttamente compilati. Se il template Bio manca, inseriscilo tu stesso o, in alternativa, metti l'avviso {{tmp\|Bio}} che ne segnala la mancanza. Se i dati riportati sono sbagliati, correggi direttamente la voce biografica; le modifiche saranno visibili in questa lista entro pochi giorni. Per chiarimenti vedi il progetto antroponimi. La lista contiene solo le 113 persone che sono citate nell'enciclopedia e per le quali è stato implementato correttamente il template Bio. Pagina aggiornata al 6 ago 2025. |

Questa è una lista di persone presenti nell'enciclopedia che hanno il nome Joseph e sono attori.

## A(3)
- Joe Absolom, attore britannico (Londra, n. 1978)
- Joe Alaskey, attore e doppiatore statunitense (Troy, n. 1952 - Fresno, † 2016)
- Joseph Ashton, attore e doppiatore statunitense (contea di Butte, n. 1986)

## B(11)
- Joseph Badalucco, attore statunitense (Brooklyn, n. 1960)
- Joseph Baena, attore, culturista e modello statunitense (Los Angeles, n. 1997)
- Joseph Baldwin, attore, regista e produttore cinematografico statunitense (New York, n. 1970)
- Joseph Bennett, attore statunitense (Los Angeles, n. 1894 - Hollywood, † 1931)
- Joe Besser, attore statunitense (Saint Louis, n. 1907 - North Hollywood, † 1988)
- Joseph Bitangcol, attore filippino (Pampanga, n. 1984)
- Joseph Bologna, attore, sceneggiatore e regista statunitense (New York, n. 1934 - Duarte, † 2017)
- Joseph Bottoms, attore statunitense (Santa Barbara, n. 1954)
- Patrick Breen, attore statunitense (Brooklyn, n. 1960)
- J. Edward Bromberg, attore ungherese (Timișoara, n. 1903 - Londra, † 1951)
- Joseph Brutsman, attore, produttore televisivo e sceneggiatore statunitense (Cheyenne, n. 1960)

## C(13)
- Joseph Caillot, attore e cantante francese (Parigi, n. 1733 - Parigi, † 1816)
- Joseph Cali, attore statunitense (New York, n. 1950)
- Joseph Calleia, attore statunitense (Rabat, n. 1897 - Sliema, † 1975)
- Joseph Campanella, attore statunitense (New York, n. 1924 - Sherman Oaks, † 2018)
- Joseph Castanon, attore statunitense (Denver, n. 1997)
- Joe Chrest, attore statunitense (St. Albans, n. 1965)
- Joe Cobb, attore cinematografico statunitense (Shawnee, n. 1916 - Santa Ana, † 2002)
- Joe Cole, attore britannico (Londra, n. 1988)
- Joseph Cotten, attore statunitense (Petersburg, n. 1905 - Los Angeles, † 1994)
- Patrick Cranshaw, attore statunitense (Bartlesville, n. 1919 - Fort Worth, † 2005)
- Joseph Crehan, attore statunitense (Baltimora, n. 1883 - Hollywood, † 1966)
- Joseph Cross, attore statunitense (New Brunswick, n. 1986)
- Joseph Culp, attore statunitense (Los Angeles, n. 1963)

## D(2)
- Joseph David-Jones, attore statunitense (Los Angeles, n. 1993)
- Joe Dempsie, attore britannico (Liverpool, n. 1987)

## E(2)
- Joseph Egger, attore austriaco (Donawitz, n. 1889 - Gablitz, † 1966)
- Joe Estevez, attore, regista e produttore cinematografico statunitense (Dayton, n. 1947)

## F(2)
- Joseph Fiennes, attore britannico (Salisbury, n. 1970)
- Cameron Finley, attore statunitense (Garland, n. 1987)

## G(10)
- Joey Bishop, attore, comico e conduttore televisivo statunitense (New York, n. 1918 - Newport Beach, † 2007)
- Eddie Dowling, attore, produttore teatrale e scrittore statunitense (Woonsocket, n. 1889 - Smithfield, † 1976)
- Joseph R. Gannascoli, attore statunitense (Brooklyn, n. 1959)
- Andre Garcia, attore filippino (Davao, n. 1999)
- Joseph Gatt, attore britannico (Londra, n. 1971)
- Joseph Gilgun, attore britannico (Chorley, n. 1984)
- Joseph W. Girard, attore statunitense (Williamsport, n. 1871 - Woodland Hills, † 1949)
- Joseph Gordon-Levitt, attore e regista statunitense (Los Angeles, n. 1981)
- Joseph Graybill, attore statunitense (Kansas City, n. 1887 - New York, † 1913)
- Joe Grifasi, attore statunitense (Buffalo, n. 1944)

## H(2)
- Joseph Hazelton, attore statunitense (Wilmington, n. 1853 - Los Angeles, † 1936)
- Ticky Holgado, attore, cantante e musicista francese (Tolosa, n. 1944 - Parigi, † 2004)

## J(1)
- Joseph Jefferson, attore e attore teatrale statunitense (Filadelfia, n. 1829 - Palm Beach, † 1905)

## K(7)
- Max Kasch, attore britannico (Londra, n. 1985)
- Joseph Kaufman, attore e regista statunitense (Washington, n. 1882 - New York, † 1918)
- Joseph Kearns, attore e insegnante statunitense (Salt Lake City, n. 1907 - Los Angeles, † 1962)
- Buster Keaton, attore, comico e regista statunitense (Piqua, n. 1895 - Woodland Hills, † 1966)
- Joe Keery, attore e musicista statunitense (Newburyport, n. 1992)
- Joey Kern, attore statunitense (n. 1976)
- J.M. Kerrigan, attore irlandese (Dublino, n. 1884 - Los Angeles, † 1964)

## L(7)
- Peter Lind Hayes, attore e compositore statunitense (San Francisco, n. 1915 - Las Vegas, † 1998)
- Joe Lando, attore statunitense (Prairie View, n. 1961)
- Nathan Lane, attore statunitense (Jersey City, n. 1956)
- Joey Lawrence, attore e cantante statunitense (Filadelfia, n. 1976)
- Joseph Lenzi, attore statunitense (n. 1923 - Los Angeles, † 1978)
- Joe Lo Truglio, attore statunitense (New York, n. 1970)
- Joe Locke, attore mannese (Douglas, n. 2003)

## M(17)
- John Ericson, attore tedesco (Düsseldorf, n. 1926 - Santa Fe, † 2020)
- J. Farrell MacDonald, attore e regista statunitense (Waterbury, n. 1875 - Los Angeles, † 1952)
- Joseph Maher, attore irlandese (Westport, n. 1933 - Los Angeles, † 1998)
- Joe Manganiello, attore statunitense (Pittsburgh, n. 1976)
- Joe Mantegna, attore, doppiatore e regista statunitense (Chicago, n. 1947)
- Joe Mantello, attore e regista teatrale statunitense (Rockford, n. 1962)
- Joseph Marcell, attore britannico (Castries, n. 1948)
- Joe Maross, attore statunitense (Barnesboro, n. 1923 - Glendale, † 2009)
- Joseph Mascolo, attore statunitense (West Hartford, n. 1929 - Santa Clarita, † 2016)
- Joseph Mawle, attore britannico (Oxford, n. 1974)
- Joseph Mazzello, attore statunitense (Rhinebeck, n. 1983)
- Joseph Mell, attore statunitense (Chicago, n. 1915 - Los Angeles, † 1977)
- Joseph Millson, attore e cantante britannico (Berkshire, n. 1974)
- Jason Momoa, attore e modello statunitense (Honolulu, n. 1979)
- Joseph Morgan, attore britannico (Londra, n. 1981)
- Joe Morton, attore, cantante e tastierista statunitense (New York, n. 1947)
- Joseph Mydell, attore statunitense (Savannah, n. 1955)

## N(1)
- Corin Nemec, attore statunitense (Little Rock, n. 1971)

## P(10)
- Joe Naufahu, attore e ex rugbista a 15 neozelandese (n. 1978)
- Joe Pantoliano, attore statunitense (Hoboken, n. 1951)
- Joe Penny, attore britannico (Londra, n. 1956)
- Joseph Perrino, attore statunitense (New York, n. 1982)
- Joseph V. Perry, attore statunitense (Pittsburgh, n. 1931 - Burbank, † 2000)
- Joe Pesci, attore e musicista statunitense (Newark, n. 1943)
- Joseph C. Phillips, attore statunitense (Denver, n. 1962)
- Joe Pichler, attore statunitense (Bremerton, n. 1987 - † 2006)
- Joseph Pilato, attore statunitense (Fitchburg, n. 1949 - Los Angeles, † 2019)
- Joe Piscopo, attore statunitense (Passaic, n. 1951)

## Q(1)
- Joseph Quinn, attore britannico (Londra, n. 1994)

## R(2)
- Joseph Rigano, attore statunitense (New York, n. 1933 - New York, † 2014)
- Joe Roberts, attore statunitense (Albany, n. 1871 - Los Angeles, † 1923)

## S(12)
- Joseph Schildkraut, attore austriaco (Vienna, n. 1896 - New York, † 1964)
- Joseph Sikora, attore statunitense (Chicago, n. 1976)
- Joseph Siravo, attore statunitense (Washington, n. 1955 - † 2021)
- Joey Slotnick, attore e doppiatore statunitense (Chicago, n. 1968)
- Joseph W. Smiley, attore e regista statunitense (Boston, n. 1870 - New York, † 1945)
- Cotter Smith, attore statunitense (Washington, n. 1949)
- Joe Sowerbutts, attore britannico (Londra, n. 1988)
- Joe Spano, attore statunitense (San Francisco, n. 1946)
- Ben Dova, attore, circense e comico statunitense (Strasburgo, n. 1905 - Manassas, † 1986)
- Drew Starkey, attore statunitense (Asheville, n. 1993)
- Joseph Striker, attore statunitense (New York, n. 1898 - Livingston, † 1974)
- Joseph Sweeney, attore statunitense (Filadelfia, n. 1884 - New York, † 1963)

## T(4)
- Tobin Bell, attore statunitense (New York, n. 1942)
- Joe E. Tata, attore statunitense (Pittsburgh, n. 1936 - Los Angeles, † 2022)
- Tim Thomerson, attore statunitense (Coronado, n. 1946)
- Joe Turkel, attore statunitense (New York, n. 1927 - Santa Monica, † 2022)

## V(1)
- Joe Viterelli, attore statunitense (New York, n. 1937 - Las Vegas, † 2004)

## W(2)
- Joseph Whipp, attore statunitense (San Francisco, n. 1941)
- Joseph Wiseman, attore canadese (Montréal, n. 1918 - New York, † 2009)

## Y(1)
- Mickey Rooney, attore e comico statunitense (New York, n. 1920 - Los Angeles, † 2014)

## Z(2)
- Joseph Zada, attore australiano (Sydney, n. 2005)
- Joey Zimmerman, attore statunitense (Albuquerque, n. 1986)